# Syngrapha
Syngrapha är ett släkte av fjärilar som beskrevs av Jacob Hübner 1821. Syngrapha ingår i familjen nattflyn, Noctuidae.

## Dottertaxa tillSyngrapha, i alfabetisk ordning[1][2]
- Syngrapha abstrusa Eichlin & Cunningham, 1978
- Syngrapha ain (Hochenwarth, 1785), Lärkmetallfly
  - Syngrapha ain persibirica Ronkay, Ronkay, Behounek & Mikkola, 2008
- Syngrapha alaica (Galvagni, 1906)
  - Syngrapha alaica kardongi Ronkay, Ronkay & Behounek, 2008
- Syngrapha alias Ottolengui, 1902
- Syngrapha altera Ottolengui, 1902
- Syngrapha alticola Walker
- Syngrapha angulidens Smith, 1891
- Syngrapha borea Aurivillius, 1890
- Syngrapha celsa Edwards, 1881
  - Syngrapha celsa sierrae Ottolengui, 1919
- Syngrapha cryptica Eichlin & Cunningham, 1978
- Syngrapha devergens (Hübner, 1813)
- Syngrapha diasema (Boisduval, 1828), Lapskt metallfly
- Syngrapha epigaea Grote, 1874
- Syngrapha hochenwarthi (Hochenwarth, 1785), Fjällmetallfly
  - Syngrapha hochenwarthi cuprina (Warren, 1913)
  - Syngrapha hochenwarthi lapponaris (Schulte, 1952)
- Syngrapha ignea Grote, 1863
- Syngrapha interrogationis (Linnaeus, 1758), Frågeteckensmetallfly
  - Syngrapha interrogationis herschelensis Benjamin, 1933
  - Syngrapha interrogationis transbaikalensis (Staudinger, 1892)
- Syngrapha microgamma (Hübner, 1823), Torvmossemetallfly
- Syngrapha montana Packard, 1869
- Syngrapha octoscripta Grote, 1874
- Syngrapha orophila Hampson, 1908
- Syngrapha ottolenguii Dyar, 1903
  - Syngrapha ottolenguii nyiwonis Matsumura, 1925
- Syngrapha parilis (Hübner, 1809), Högnordiskt metallfly
- Syngrapha rectangula Kirby, W., 1837
- Syngrapha rilaecacuminum Varga & Ronkay, 1982
- Syngrapha sackenii Grote, 1877
- Syngrapha selecta Walker
- Syngrapha surena Grote, 1882
- Syngrapha tibetana (Staudinger, 1895)
- Syngrapha u-aureum Guenée, 1852
- Syngrapha viridisigma Grote, 1874

## Bildgalleri

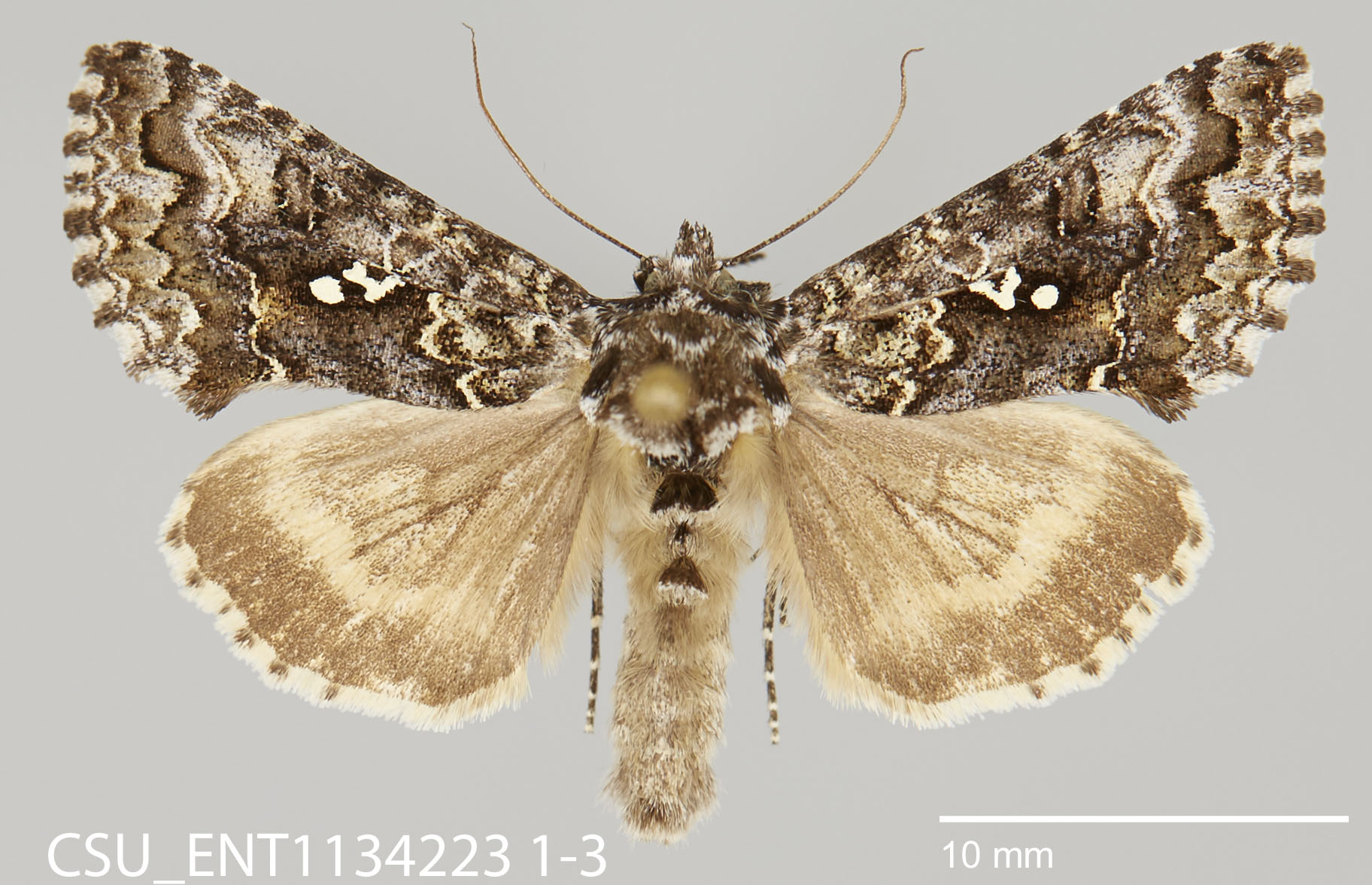
Syngrapha abstrusa
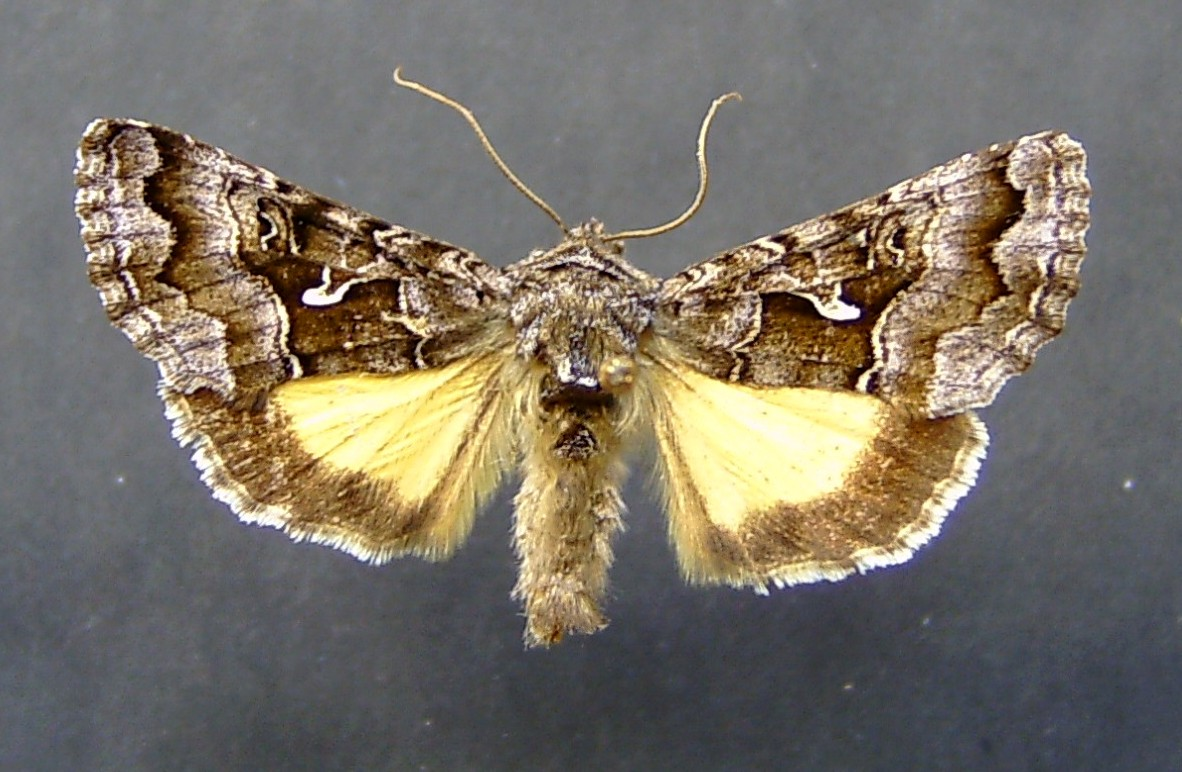
Lärkmetallfly, Syngrapha ain
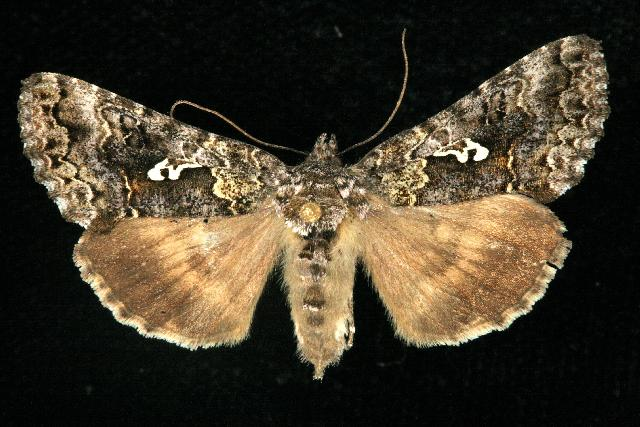
Syngrapha alias
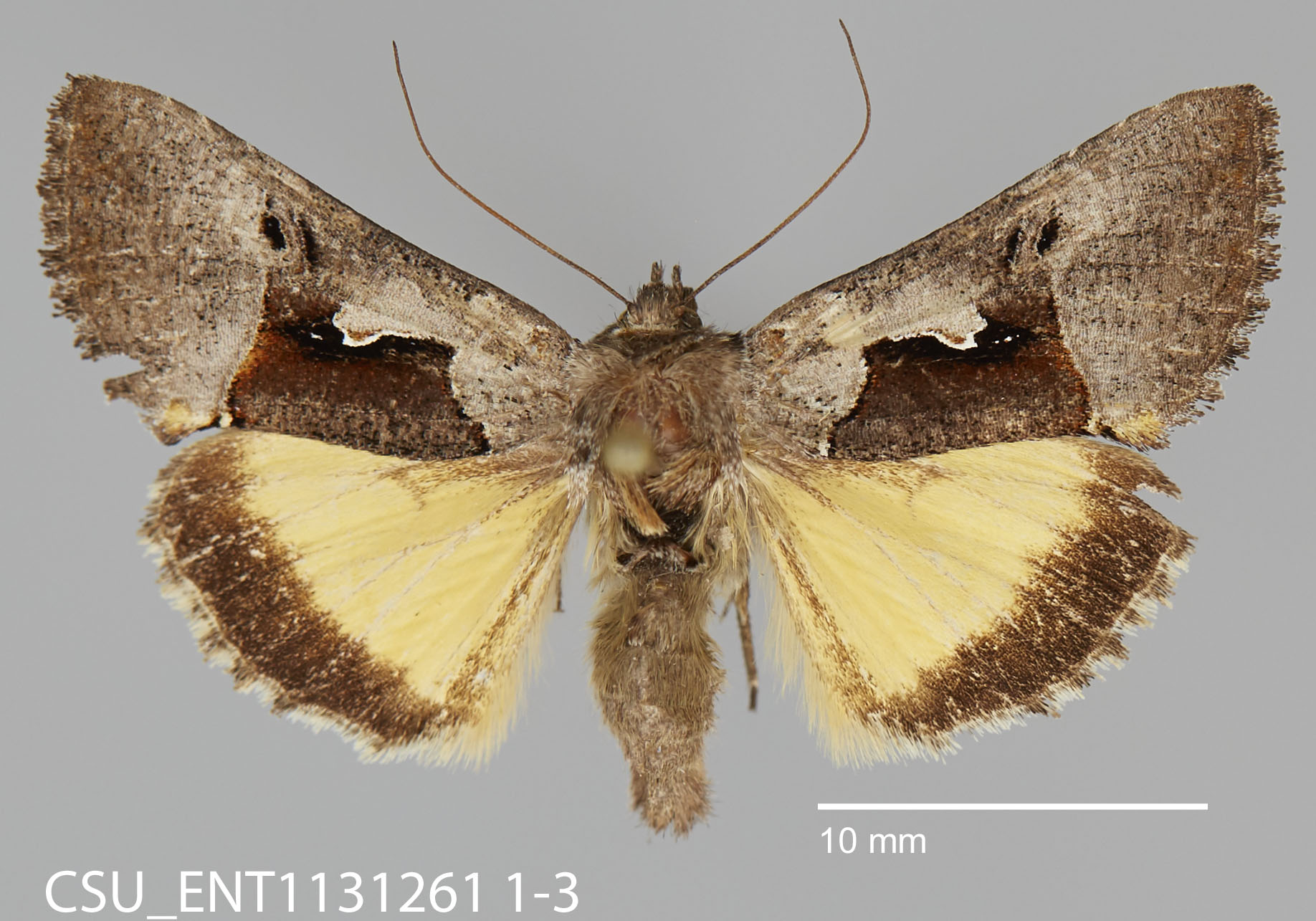
Syngrapha borea
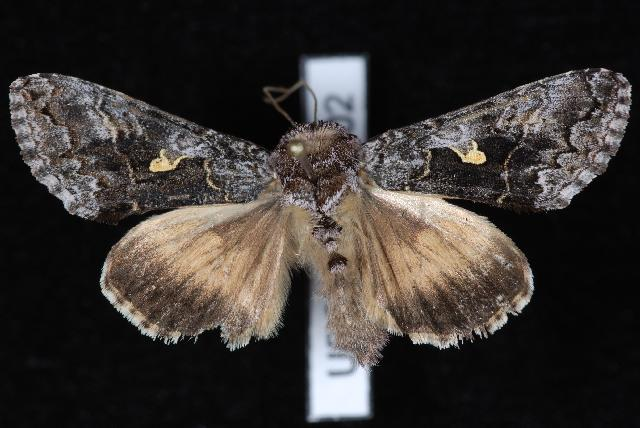
Syngrapha celsa
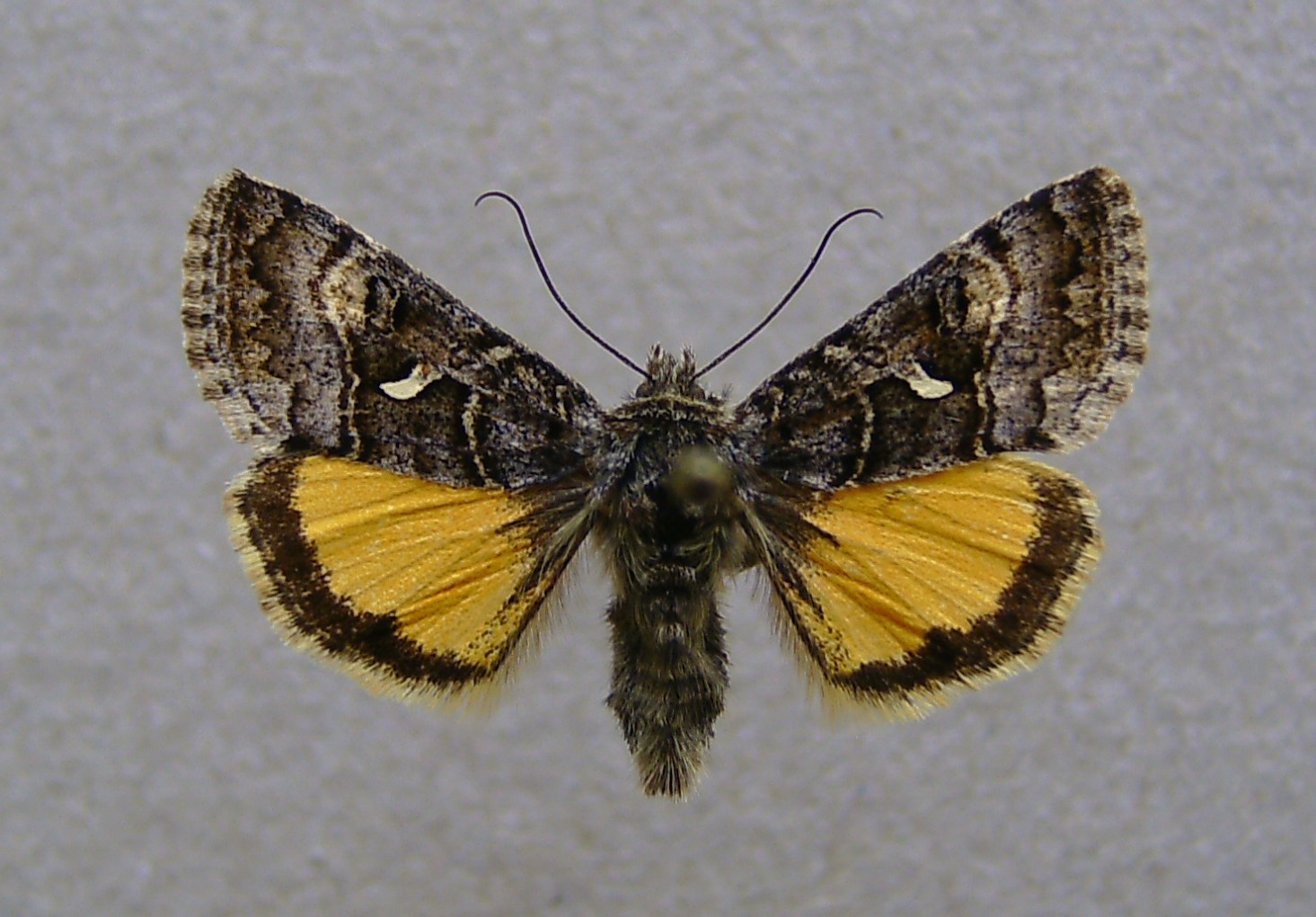
Syngrapha devergens
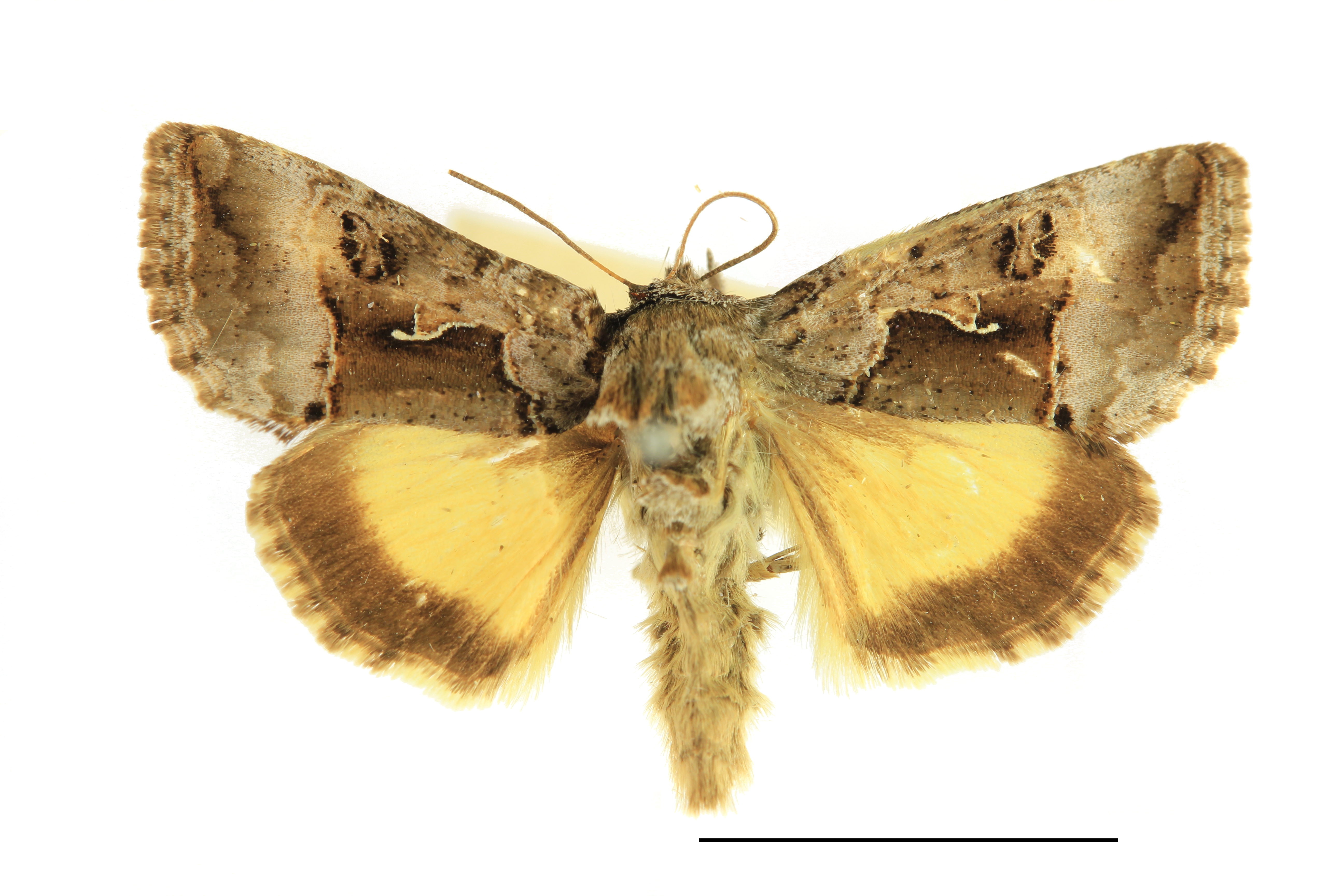
Lapskt metallfly, Syngrapha diasema
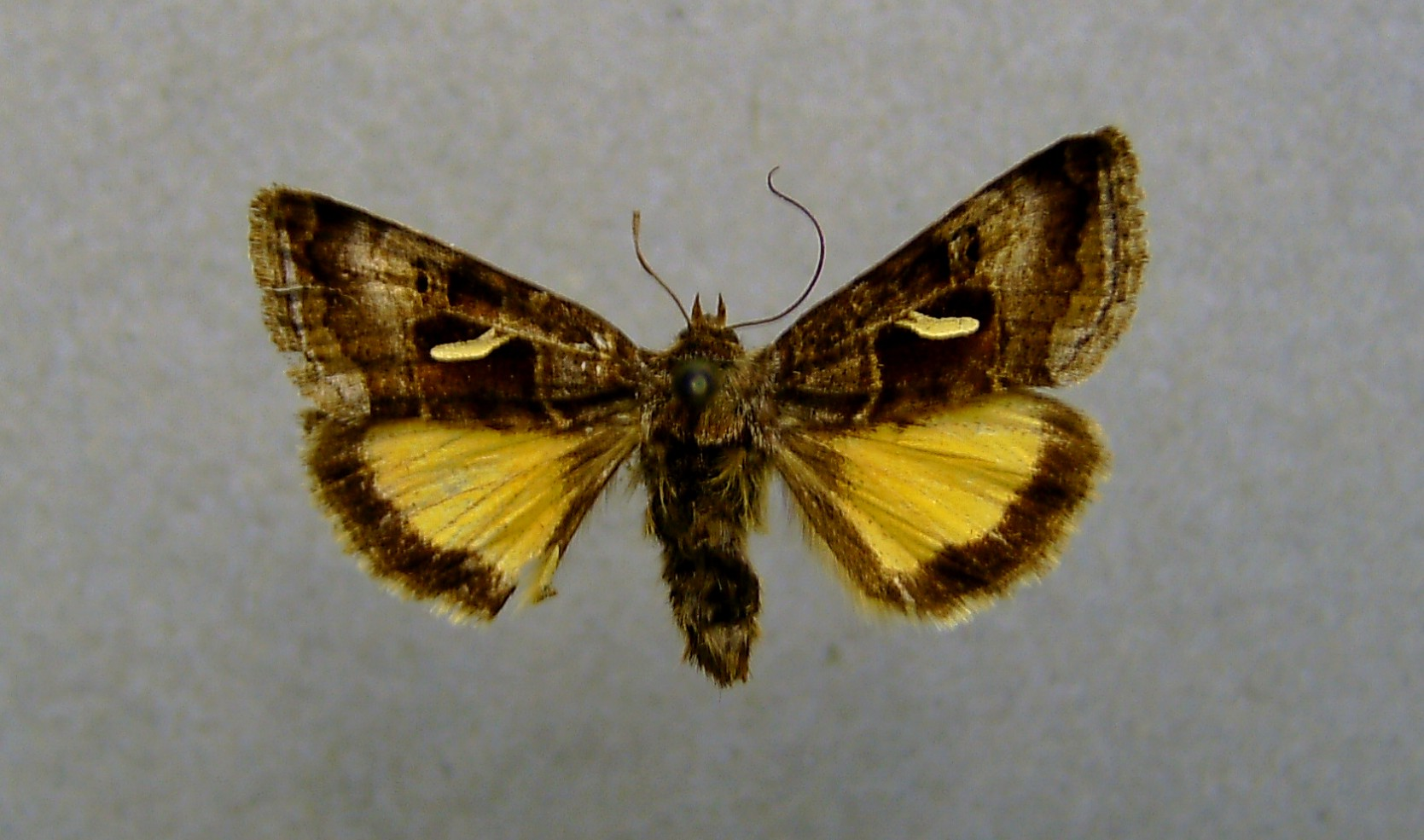
Fjällmetallfly, Syngrapha hochenwarthi
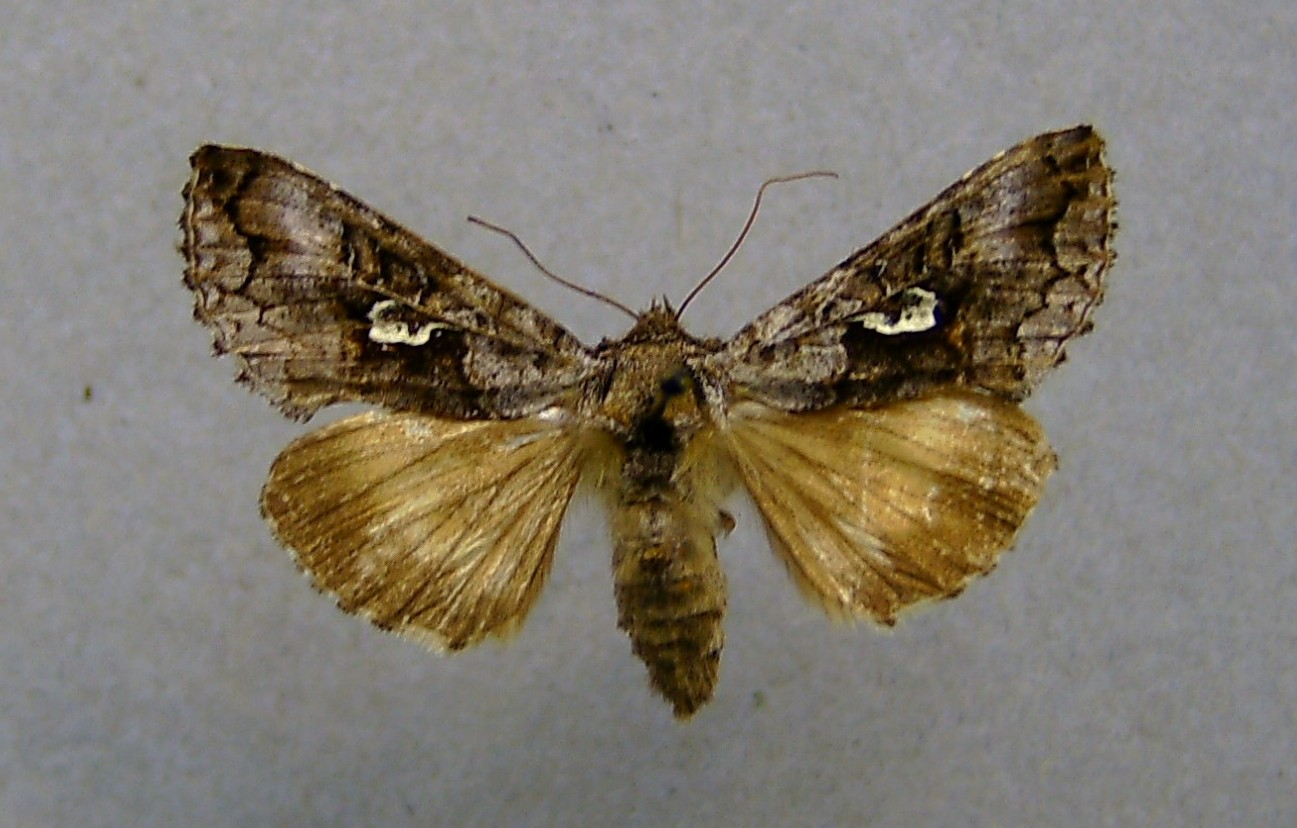
Frågeteckensmetallfly, Syngrapha interrogationis
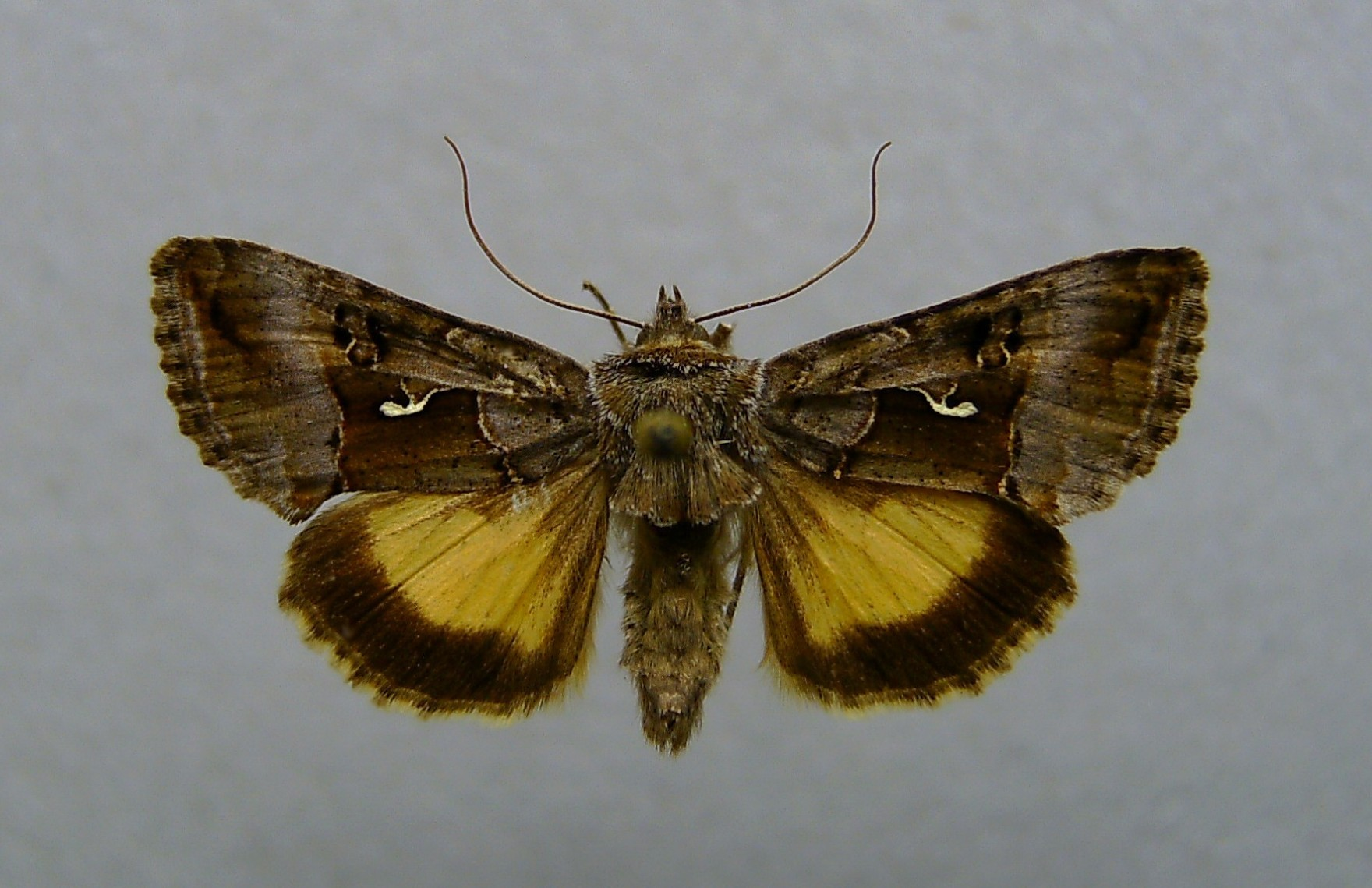
Torvmossemetallfly, Syngrapha microgamma
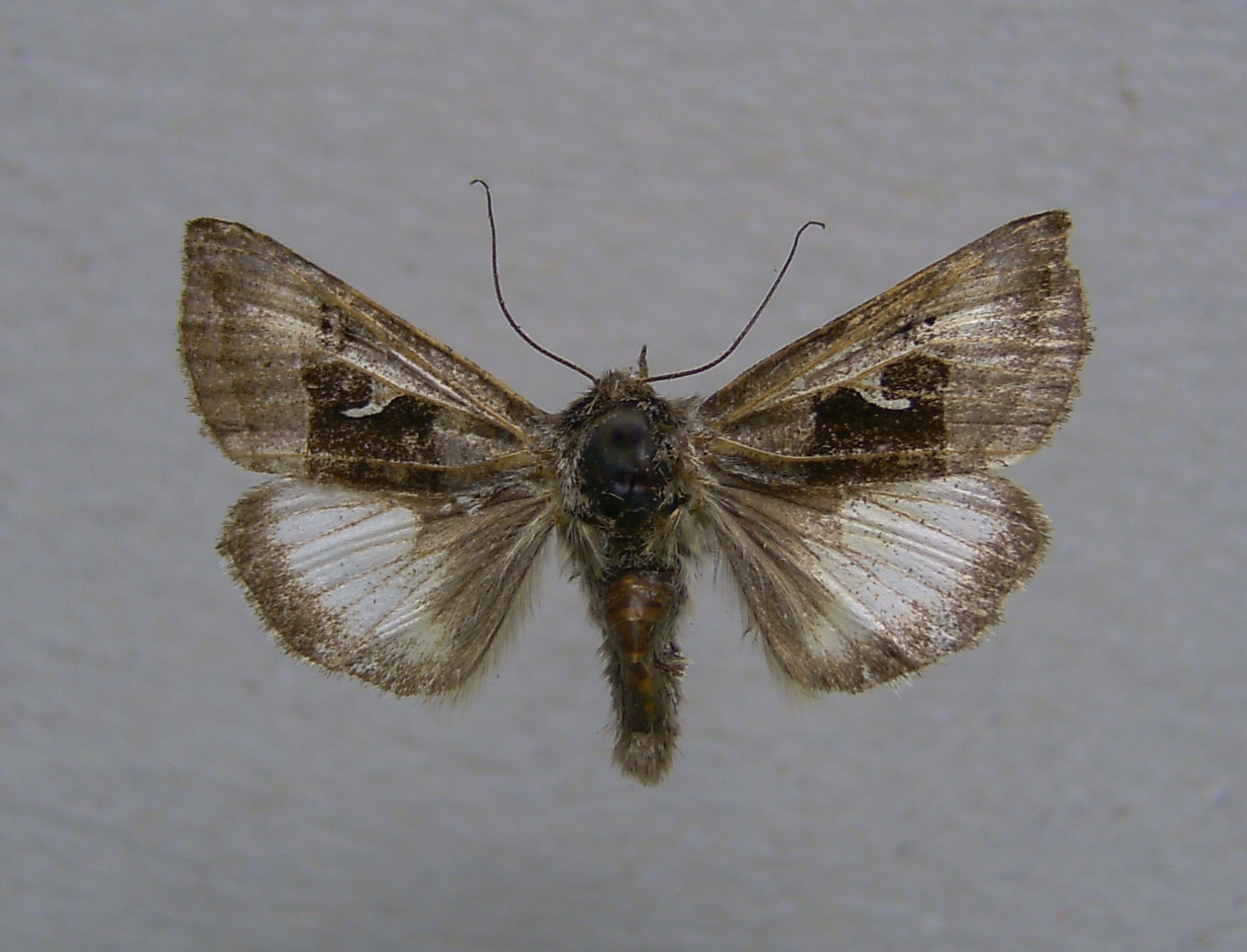
Högnordiskt metallfly, Syngrapha parilis
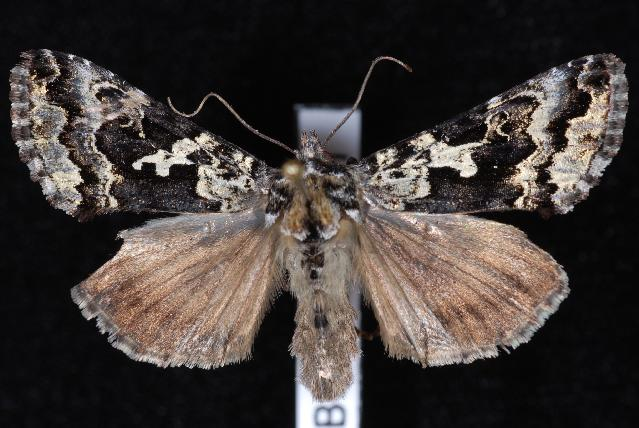
Syngrapha rectangula
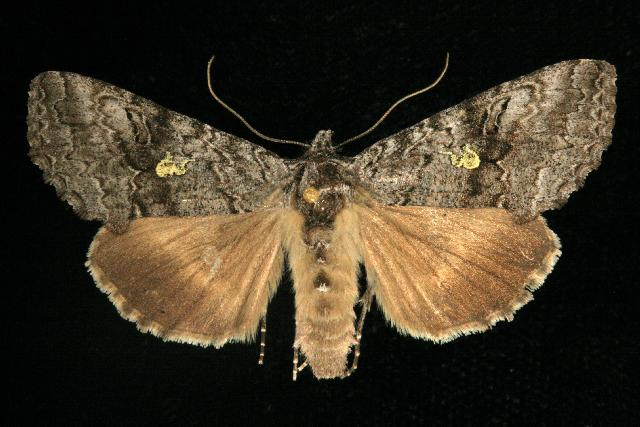
Syngrapha viridisigma